# La Alcantarilla, Atlacomulco
La Alcantarilla är en ort i Mexiko, tillhörande kommunen Atlacomulco i den nordvästra delen av delstaten Mexiko, i den centrala delen av landet. Orten hade 108 invånare vid folkräkningen 2010.